# ÖBB 1822
La série 1822 des Chemins de fer fédéraux autrichiens (ÖBB) une série de locomotives électrique universelle, des Chemins de fer fédéraux autrichiens (en allemand : Österreichische Bundesbahnen (ÖBB)), utilisées de 1996 à 2007. Les machines sont construites par SGP Verkehrstechnik. Les locomotives de la série 1822, connues sous le nom de locomotives du Brenner, sont destinées à être utilisées en tractions multiples devant les trains sur la route roulante afin de maîtriser le problème du transit par le col du Brenner. Le principal domaine d'activité avec les ÖBB est le transport ferroviaire privilégié vers Lienz jusqu'à la fermeture en septembre 2007. Certaines locomotives furent ensuite brièvement utilisées dans le transport de marchandises privé en Autriche. Toutes les locomotives furent vendues à la Pologne, deux locomotives sur cinq ayant déjà été démolies.

## Technique
Le châssis principal et la caisse de la locomotive avec des parois latérales profilées sont constitués d'une construction en acier léger soudé, tout comme les deux cabines de conduite standard, qui sont dotées d'une coque en plastique à renfort de verre vissée. L'accès à la cabine de conduite se fait depuis la salle des machines, accessible par une porte située à gauche derrière la cabine de conduite dans le sens de la marche. Les cabines de conduite climatisées sont spacieuses et disposent d'un pare-brise indivis. La table du conducteur est étiquetée bilinguement en allemand et en italien.
La salle des machines a une allée centrale. Elle abrite les deux convertisseurs de puissance avec refroidissement par tubes d'ébullition de Siemens, ainsi que les armoires de commande et les équipements de freinage. La technique de commande correspond à celle des Re 460. Pour des raisons d'espace, le transformateur est installé sous le châssis de la locomotive, entre les deux bogies.
Le toit est une construction en aluminium composée de trois capots amovibles, qui permettent d'accéder à la salle des machines pour l'échange de composants. Les ventilateurs sont disposés dans le toit en pente.
La caisse de la locomotive est soutenue par des ressorts de suspension Flexicoil sur les bogies, qui correspondent à ceux de la série Re 450 utilisée sur le réseau express régional zurichois et à la Re 456 utilisée sur les chemins de fer privés. Elles furent construits en Autriche sous licence de SLM. Un entraînement de roulement coulissant de direction modifié est utilisé comme entraînement, ce qui permet de régler radialement les essieux. La traduction est 91:22. La puissance est transférée du bogie à la caisse de la locomotive à l'aide de tirants bas.
La locomotive est équipée des systèmes de freinage habituels pour le freinage direct et indirect ; un frein à ressort fait office de frein de stationnement.
Les parois latérales et la partie inférieure de la partie avant sont peintes en rouge signalisation, une bande sur la paroi latérale et la partie supérieure de la partie avant sont en gris et blanc. Une zone autour des fenêtres, du toit, de la charpente et des bogies est peinte en gris ombre. Les emblèmes ÖBB de près de 1,6 m de haut sur la paroi latérale sont particulièrement frappants ; la marque verbale ÖBB est ensuite ajoutée au bas de la façade.
Par rapport aux autres locomotives ÖBB, l'équipement électrique comporte des pièces supplémentaires pour le fonctionnement à 3 kV et est donc plus complexe. Outre les trois pantographes monobras, un pour le réseau ÖBB (type VII) et deux pour le réseau FS (type 52), le toit porte également le sectionneur du système et les parafoudres 3 kV, ainsi que les résistances de freinage de toiture d'une puissance de 1 MW. Le transformateur au sol refroidi à l'huile alimente le contrôleur à quatre quadrants. Celui-ci est réalisé dans un raccordement à trois points et alimente un circuit intermédiaire DC de 2 × 1 750 V. En fonctionnement en courant continu, la tension de la ligne de contact, qui oscille entre 2 et 4,2 kV, est introduite directement dans le circuit intermédiaire. Les thyristors GTO utilisés sont refroidis par bain et conduisent le courant moteur nécessaire aux quatre moteurs asynchrones triphasés à cage d'écureuil. Le contrôle est effectué via le système de contrôle numérique MICAS-S2. Les locomotives sont équipées pour la commande multiple de quatre véhicules et disposent des dispositifs de sécurité habituels des ÖBB et FS ; en 1998-1999, la signalisation italienne de la cabine de conduite SASIB est installée.

## Histoire
Sous l'impulsion d'ABB, les premières idées apparaissent en 1987 pour utiliser des locomotives à double système pour accélérer le transit du Brenner (Munich-Innsbruck-Vérone). Le ministre autrichien des Transports de l'époque, Rudolf Streicher (de), charge les ÖBB d'acquérir cinq prototypes pouvant être utilisés aussi bien sur le réseau domestique (courant alternatif 15 kV/16,7 Hz) qu'en Italie (courant continu 3 kV). Cette idée est considérée comme révolutionnaire, mais l'achèvement et la mise en service des locomotives construites entre 1990 et 1991 sont retardés de plusieurs années avant la livraison finale. Après l'arrêt de la route roulante sur le Brenner en 1992, les ÖBB ne montrent plus beaucoup d'intérêt pour la locomotive. La locomotive 1822 003 est reprise en 1993 pour des raisons formelles afin que les courses d'immatriculation puissent avoir lieu en Italie. Les locomotives restantes ne sont reprises qu'en 1996, après que les locomotives sont homologuées en Italie en octobre 1995.
SGP Verkehrstechnik GmbH Graz fournit la partie mécanique, ABB la partie électrique. Les ÖBB n'ont aucun intérêt à poursuivre la construction de la 1822, car les Ferrovie dello Stato Italiane n'ont aucun intérêt à faire passer les trains. Cela ne devient possible qu'avec les locomotives de la série FS E.412 et les locomotives de la série 189 de la Deutsche Bahn.
Les cinq 1822 sont basés à Innsbruck depuis leur acceptation. Elles ne sont guère utilisés pour la tâche initialement prévue, à savoir le transport de trains de marchandises en double traction, mais sont utilisés devant les trains du corridor d'Innsbruck à Lienz et leurs voies d'accès d'Innsbruck à Kufstein et de Lienz à Spittal an der Drau.
En 2005, les 1822 002 et 1822 005 sont vendus à la Pologne, où elles appartiennent pour la dernière fois à DB Cargo Polska et sont mises au rebut début 2014. Le propriétaire n'a plus besoin des locomotives, sur lesquelles une inspection générale aurait dû être effectuée. En les mettant au rebut, elle évite que les locomotives ne finissent entre les mains d'un concurrent.
Les locomotives utilisées devant les trains de couloir doivent être remplacées par des locomotives diesel de la série 2016 (de). Cependant, ce plan échoue, car la série 2016 subit des dommages techniques lors de sa première utilisation. Un autre obstacle est le système de chauffage des trains de la 2016, qui fonctionne à une fréquence de 50 Hz et aurait perturbé les circuits ferroviaires italiens. Après l'utilisation de locomotives de la série 189 louées temporairement, les locomotives multisystèmes de la série 1216 reprennent les trains de couloir à partir de l'été 2007, de sorte qu'en septembre 2007, les trois locomotives restantes portant les numéros 1822 001, 1822 003 et 1822 004 sont retirées. Elles ne peuvent pas être vendus à la Pologne, car elles sont incluses dans un contrat de cession-bail et sont donc déposés à Bludenz. À l'automne 2010, les locomotives sont transférées à l'usine TS de Linz, où elles sont rénovées et garées à la gare de marchandises de Wolfurt à partir de décembre de la même année.
Début 2014, les trois locomotives restantes sont acquises par P&P Eisenbahntechnik, remises en état de fonctionnement chez TecSol à Krieglach et louées à la compagnie ferroviaire slovène Adria Transport (sl). Les deux machines 1822 001 et 004 ont une peinture bleu-argent assortie. Il est prévu d'utiliser ces machines à partir de l'été 2014 pour transporter des trains de marchandises du port de Koper vers la République tchèque sur la route Koper-Vienne. La série 1822 est particulièrement adaptée à cela, car sur la ligne Maribor-Spielfeld, la charge par essieu est limitée à 20 t, c'est pourquoi les locomotives de la série 1216 ne peuvent pas y être utilisées. Cependant, la réparation dure jusqu'en 2016 en raison de problèmes de pièces de rechange. À l'été 2021, les deux locomotives 1822 001 et 004 sont encore en service. La troisième machine survivante, la 1822 003, reçoit une peinture orange argenté dans le cadre d'une vente à la RTS Rail Transport Service (de).
En juillet 2023, les trois machines restantes, 1 822 001, 003 et 004, sont également transférées en Pologne. L'acheteur est la compagnie ferroviaire polonaise SKPL.